# Wausa (Nebraska)
Wausa es una villa ubicada en el condado de Knox en el estado estadounidense de Nebraska. En el Censo de 2010 tenía una población de 634 habitantes y una densidad poblacional de 466,26 personas por km².

## Geografía
Wausa se encuentra ubicada en las coordenadas 42°29′52″N 97°32′22″O / 42.49778, -97.53944. Según la Oficina del Censo de los Estados Unidos, Wausa tiene una superficie total de 1.36 km², de la cual 1.36 km² corresponden a tierra firme y (0%) 0 km² es agua.

## Demografía
Según el censo de 2010, había 634 personas residiendo en Wausa. La densidad de población era de 466,26 hab./km². De los 634 habitantes, Wausa estaba compuesto por el 97.63% blancos, el 0% eran afroamericanos, el 0.16% eran amerindios, el 0.47% eran asiáticos, el 0% eran isleños del Pacífico, el 0.63% eran de otras razas y el 1.1% pertenecían a dos o más razas. Del total de la población el 2.52% eran hispanos o latinos de cualquier raza.